# アントニーン・パネンカ
アントニーン・パネンカ（Antonín Panenka、1948年12月2日 - ）は、チェコ（当時チェコスロバキア）、プラハ出身のサッカー選手。UEFA欧州選手権1976決勝のPK戦で印象的なチップキックを決め、チェコスロバキア代表を優勝に導いたことで知られる。この成功により彼の名（パネンカ）はPKにおけるチップキックの代名詞となった。

## 来歴
パス、フリーキックの高い技術で知られた攻撃的MF。1959年にユースチームに入団して以降、キャリアの大部分をボヘミアンズ・プラハの選手として過ごした。
1981年にボヘミアンズからオーストリアのSKラピード・ウィーンに移籍。2度のオーストリア・ブンデスリーガ優勝と1度のオーストリア・カップを経験した。1984-85シーズンのUEFAカップウィナーズカップでは、PKによる3点を含む5得点を挙げてSKラピード・ウィーンの決勝進出に貢献するも、エヴァートンFCに敗れて準優勝に終わった。パネンカは決勝戦では途中出場だった。VSEザンクト・ペルテン（現在のSKNザンクト・ペルテン）で2シーズンプレーした後に引退。現在は古巣ボヘミアンズ・プラハで会長を務めている。

## パネンカ・キック
パネンカの名を世界に知らしめたのは、1976年欧州選手権決勝のPK戦である。決勝に駒を進めたチェコスロバキアは西ドイツと対戦し、一時は2点のリードを得るもベルント・ヘルツェンバインのゴールで終了間際に追いつかれた。試合は延長戦を終えても2-2の同点だったため、欧州選手権史上初のPK戦が行われることになった。
それまで全てのキッカーがPKを成功させる中、西ドイツの4人めのキッカーであるウリ・ヘーネスが蹴ったボールはバーの上方へと外れた。これでスコアは4-3となり、チェコスロバキアの5人めのキッカーであるパネンカが成功させた時点で、チェコスロバキアの優勝が決まる状況になった。長い助走をとったパネンカは、西ドイツのGKゼップ・マイヤーが先に動くのを待って緩やかな放物線を描くシュートをゴール中央に蹴りこみ、チームを優勝に導いた。
パネンカはこの意表を突くチップキックについて、同僚のGKとビールやチョコレートを賭けながらPKの練習をしているときに思いついたもので、国内のリーグ戦や親善試合で使ううちにマスターしたものだと語っている。彼の成功以来、この種のキックは「パネンカ」の通称で呼ばれることになった。
ペレをして「天才か狂人のみがなせる技」と言わしめるこのキックは、高いリスクをともなう一方で、パネンカ自身による成功以降も大舞台においてたびたび試みられている。例としては、UEFA EURO 2000の準決勝においてイタリアのフランチェスコ・トッティがオランダのファン・デル・サール相手にパネンカを彷彿とさせる「クッキアイオ (cucchiaio) 」（イタリア語でスプーンの意）を決めている。また、2006年ワールドカップ決勝では、ジネディーヌ・ジダンがパネンカで彼の現役最後の得点を挙げている。さらに、UEFA EURO 2012の準々決勝ではイタリアのアンドレア・ピルロが成功させ、準決勝ではスペインのセルヒオ・ラモスも同様のシュートを決めている。
なお、パネンカ自身はリオネル・メッシが2014-15シーズンにリーグ戦で決めたシュートを最高のパネンカと認めている。

## 所属クラブ
- 1968-1981  FCボヘミアンズ・プラハ
- 1981-1985  SKラピード・ウィーン
- 1985-1987  VSEザンクト・ペルテン